# Boučí
Boučí (németül: Pichelberg) Dolní Nivy településrésze Csehországban a Karlovy Vary-i kerület Sokolovi járásában. Központi községétől 3,5 km-re nyugatra fekszik. A 2001-es népszámlálási adatok szerint 37 lakóháza és 29 lakosa van.